# Љуљашка
Љуљашка је висећа направа за љуљање која се састоји од седишта које је закачено за грану, греду или неки други држач. Најчешће се налазе у парку где се деца, али и старији могу љуљати на њој. Седиште љуљашке се углавном прави од дрвета, а може се производити и од других материјала како би љуљање било удобније. Љуљашке могу бити опасне уколико дође до пада са ње услед наслањања превише напред или назад или умршења канапа. Због тога могу имати додатну преграду која особу која се љуља спречава да падне.
Постоје и посебне врсте љуљашки које уместо седишта имају аутомобилску гуму.
Могу се налазити и унутар куће или стана, а намена јој може бити иста (љуљање) или одлагање гардеробе, књига, цвећа или других ствари.